# آشپزی پرویی

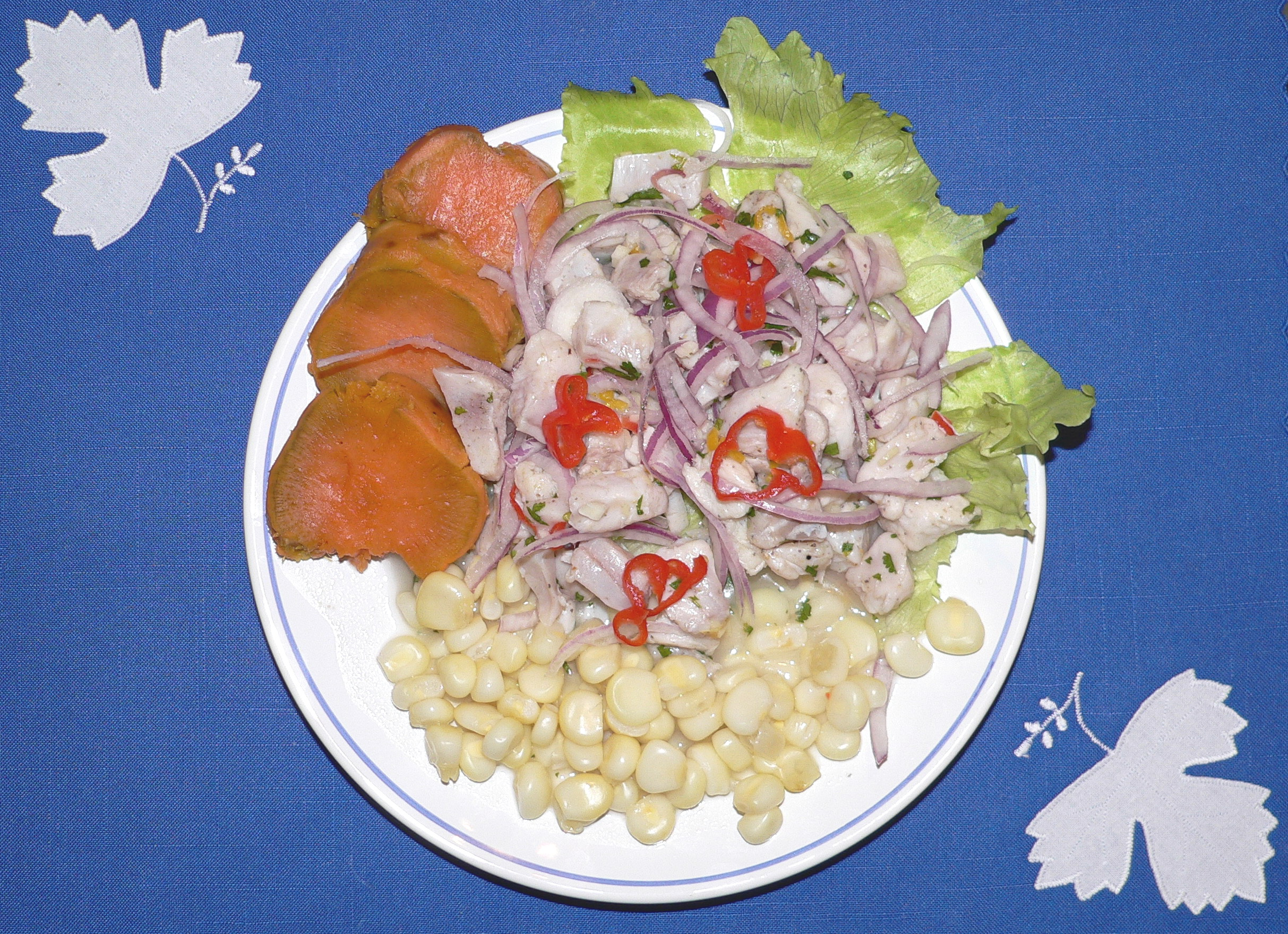
سویچه پرویی

آشپزی پرویی (انگلیسی: Peruvian cuisine) بازتاب دهنده روش‌ها و عوامل محلی، از جمله تأثیراتی که به‌طور عمده از سکنه بومی، از جمله مردم کچوا پذیرفته‌اند و نیز آشپزی که مهاجرین از اروپا (آشپزی اسپانیایی، آشپزی ایتالیایی)؛ آسیا (آشپزی ژاپنی و آشپزی چینی)؛ و آفریقا (آشپزی مغربی و آشپزی غرب آفریقا) با خود آورده‌اند. مهاجران با بهره بردن از مواد اولیهٔ غذایی موجود در پرو، بدون مواد اولیهٔ وارده از آن کشورها، آشپزی سنتی خود را تغییر دادند.
چهار جزء اصلی مرسوم در آشپزی پرویی، ذرت، سیب زمینی و تجه‌های دیگر، تاج خروسیان (کینوآ، کانیوا (kañiwa) و باروتک)، و حبوبات (لوبیا و ترمس) هستند. اقلام اصلی غذایی که اسپانیایی‌ها آورده‌اند شامل برنج، گندم و گوشت‌های (گاو، خوک و مرغ) است.
محبوبیت بسیاری از غذاهای سنتی، همچون کینوآ، باروتک، فلفل تند و تعدادی ریشه‌ها و تجه‌ها، در دهه‌های اخیر افزایش یافته‌است، که بازتاب دهنده احیاء دوباره علاقه‌مندی به غذاهای بومی پرو و روشهای آشپزی آن است. سر آشپز گاستون آکوریو، به خاطر افزایش آگاهی مواد اولیهٔ محلی، معروف است. مهم‌ترین ماده اولیهٔ غذایی در تمام آشپزی پرویی، سیب زمینی است زیرا پرو، متنوع‌ترین سیب زمینی‌ها در دنیا را دارد.
اریک آسیموف، کارشناس غذایی ایالات متحده، به خاطر پیشینۀ طولانی چند فرهنگی این آشپزی، آن را به عنوان یکی از با اهمیت‌ترین آشپزی‌های دنیا و نمونه ای از آشپزی ترکیبی توصیف کرده‌است.